# Not the Same
A Not the Same (magyarul: Nem ugyanaz) Sheldon Riley ausztrál énekes dala, mellyel Ausztráliát képviselte a 2022-es Eurovíziós Dalfesztiválon Torinóban. A dal 2022. február 26-án, az ausztrál nemzeti döntőben, az Australia Decides-ban megszerzett győzelemmel érdemelte ki a dalversenyen való indulás jogát.

## Eurovíziós Dalfesztivál
2021. november 25-én vált hivatalossá, hogy az énekes alábbi dala is bekerült az Australia Decides elnevezésű nemzeti döntő mezőnyébe. A dal február 26-án megnyerte a nemzeti döntőt, ahol a szakmai zsűri, valamint a nézői szavazatok együttese alakította ki a végeredményt. Előbbinél és utóbbinál második helyen végzett és összesen 100 ponttal győzött, így az alábbi dallal képviseli Ausztráliát az elkövetkezendő Eurovíziós Dalfesztiválon.
A dalfesztivál előtt Londonban, Tel-Avivban és Madridban eurovíziós rendezvényeken népszerűsítette versenydalát.
Az Eurovíziós Dalfesztiválon a dalt először a május 12-én rendezett második elődöntőben adta elő fellépési sorrend szerint nyolcadikként a San Marinót képviselő Achille Lauro Stripper című dala után és a Ciprust képviselő Andromache Ela című dala előtt. Az elődöntőből második helyezettként sikeresen továbbjutott a május 14-i döntőbe, ahol fellépési sorrendben huszonegyedikként lépett fel, a Svédországot képviselő Cornelia Jakobs Hold Me Closer című dala után és az Egyesült Királyságot képviselő Sam Ryder Space Man című dala előtt. A szavazás során a zsűri szavazáson összesítésben kilencedik helyen végzett 123 ponttal, míg a nézői szavazáson utolsó előtti helyen végezett 2 ponttal (csak Azerbajdzsántól kapott pontot), így összesítésben 125 ponttal a verseny tizenötödik helyezettje lett.
A következő ausztrál induló a Voyager Promise című dala volt a 2023-as Eurovíziós Dalfesztiválon.

## A dal háttere
Riley a dalszöveget 2015 vége felé írta meg. A dal személyes történetének elmesélése a gyermekkoráról, az Asperger-szindrómájáról, a folyamatos költözésekről és bérlakásokban való életről, emellett a szexuális irányultságáról és a vallásos családjáról is szól.